# Trichosetodes japonicus
Trichosetodes japonicus är en nattsländeart som beskrevs av Tsuda 1942. Trichosetodes japonicus ingår i släktet Trichosetodes och familjen långhornssländor. Inga underarter finns listade i Catalogue of Life.